# Luca Argentero
Luca Argentero (Turín, 12 de abril de 1978) es un actor de cine, teatro y televisión, y presentador y modelo italiano. Candidato a los Premios David de Donatello. Ha participado en películas como No basta una vida (2007), Diverso da chi? (2009) o Eat Pray Love (2010). 

## Biografía
Nació el 12 de abril de 1978 en Turín, Italia, en la región de Piamonte. Ha trabajado como barman en una discoteca y se graduó en el año 2004 en economía y comercio. Durante su adolescencia ganó numerosos torneos jugando al tenis. Ha manifestado repetidas veces su afición por el deporte, concretamente por la natación, fútbol, snowboarding y el esquí.
Su prima es la actriz Alessia Ventura.
Luca comenzó a salir con la actriz Myriam Catania, la pareja se conoció en el set de Carabinieri en el 2002, más tarde se casaron el 25 de julio de 2009. Luca fue el tercer finalista en la tercera edición italiana del reality show Gran Hermano, emitido en 2003.
En el 2004 Luca realizó una sesión fotográfica de forma sexy para el calendario de la revista italliana Max. En el 2010 posó en ropa interior para la firma Intimissimi.

## Carrera
La carrera como actor de Luca Argentero comenzó con su participación en la serie de televisión Carabinieri interpretando a Marco Tosi entre 2005 y 2007, donde conoció a su actual esposa Myriam Catania. Posteriormente participa en la película No basta una vida (2007), cuyo título en italiano es Saturno Contro, donde interpretó a un homosexual.
El 20 de marzo de 2009 se estrenó en Italia la comedia Diverso da chi? en la que nuevamente dio vida a un homosexual llamado Piero, su actuación le valió una candidatura al David de Donatello al mejor actor. En 2010 participó en la primera producción estadounidense de su carrera como Giovanni, el profesor de italiano del personaje interpretado por Julia Roberts en Eat Pray Love. 
También en 2010 debutó en el teatro con la obra Shakespeare In Love dirigida por Nicola Scorza y en la que comparte cartel con su esposa. Su interpretación generó críticas positivas: "la verdadera sorpresa de la obra es Argentero, el que fuera concursante de Grande Fratello y modelo de ropa interior demuestra que no solo es una cara bonita. Su casi constante presencia en el escenario es impecable, llevada a cabo con la energía y la precisión de un actor maduro". En 2011 prestó su voz a la cinta de animación Hop.

## Filmografía
- Películas:

| Año  | Título                                       | Personaje           | Notas                                                                       |
| ---- | -------------------------------------------- | ------------------- | --------------------------------------------------------------------------- |
| 2014 | Noi e la Giulia                              | Diego               | Regia di Edoardo Leo                                                        |
| 2013 | Bianca comme il latte, rossa comme il sangue | Profesor            |                                                                             |
| 2012 | Le guetteur                                  | -                   | junto a Violante Placido, Mathieu Kassovitz & Daniel Auteuil                |
| 2011 | Lezioni di cioccolato 2                      | Mattia              | junto a Nabiha Akkari, Claudia Alfonso & Angela Finocchiaro                 |
| 2011 | Tiberio Mitri: Il campione e la miss         | Tiberio Mitri       | junto a Martina Stella, Eleonora Ivone & Giovanni Vettorazzo                |
| 2011 | C'è chi dice no                              | Max                 | junto a Myriam Catania, Paolo Ruffini & Chiara Francini                     |
| 2011 | Hop                                          | -                   | prestó su voz                                                               |
| 2010 | La donna della mia vita                      | Leonardo            | junto a Alessandro Gassman, Stefania Sandrelli & Valentina Lodovini         |
| 2010 | Eat Pray Love                                | Giovanni            | junto a Julia Roberts & Billy Crudup                                        |
| 2009 | Oggi Sposi                                   | Nicola Impanato     | junto a Moran Atias, Dario Bandiera & Filippo Nigro                         |
| 2009 | Il Grande Sogno                              | Linero              | junto a Riccardo Scamarcio, Laura Morante, Michele Placido & Jasmine Trinca |
| 2009 | Diverso Da Chi?                              | Piero Bonutti       | junto a Filippo Nigro & Claudia Gerini                                      |
| 2008 | Solo un Padre                                | Carlo               | junto a Diane Fleri & Fabio Troiano                                         |
| 2007 | Lezioni di Cioccolato                        | Mattia              | junto a Violante Placido, Hassani Shapi & Francesco Pannofino               |
| 2007 | Saturno Contro                               | Lorenzo Marchetti   | junto a Pierfrancesco Favino, Margherita Buy & Stefano Accorsi              |
| 2006 | A Casa Nostra                                | Gerry               | junto a Luca Zingaretti, Valeria Golino, Giuseppe Battiston & Laura Chiatti |
| 2006 | Il Quarto Sesso                              | Appollonio di Tiana | corto - junto a Emilia Verginelli & Gaia Bermani Amaral                     |

- Series de Televisión.:

| Año         | Título                 | Personaje  | Notas                                                         |
| ----------- | ---------------------- | ---------- | ------------------------------------------------------------- |
| 2007        | La baronessa di Carini | Luca       | -                                                             |
| 2005 - 2007 | Carabinieri            | Marco Tosi | 6 episodios - 2023 Los ángeles ignorantes (Le fate ignoranti) |

## Premios
Premios David de Donatello
| Año  | Categoría   | Película        | Resultado |
| ---- | ----------- | --------------- | --------- |
| 2009 | Mejor actor | Diverso da chi? | Candidato |